# همه‌چیز شرم‌آوره
«همه‌چیز شرم‌آوره» (به انگلیسی: Everything Is Embarrassing) ترانه‌ای از خوانندهٔ آمریکایی اسکای فریرا می‌باشد که در دومین آلبوم چندآهنگهٔ وی تحت عنوان شبح (۲۰۱۲) قرار دارد و برای نخستین بار در ۳۰ اوت سال ۲۰۱۲ به نمایش درآمد و بعدها در ۱۶ آوریل سال ۲۰۱۳ از سوی کپیتال رکوردز به‌عنوان تک‌آهنگ منتشر گردید.